# Bodenfelde
Bodenfelde település Németországban, azon belül Alsó-Szászország tartományban. Lakosainak száma 3016 fő (2023. december 31.).

## Népesség
A település népességének változása:
| Lakosok száma | 3176 | 3111 | 3100 | 3047 | 3002 | 3061 | 3016 |
|               | 2015 | 2016 | 2017 | 2019 | 2021 | 2022 | 2023 |